# Parafia Wniebowzięcia Najświętszej Maryi Panny w Jasionce
Parafia Wniebowzięcia Najświętszej Maryi Panny w Jasionce – parafia rzymskokatolicka znajdująca się w archidiecezji przemyskiej, w dekanacie Dukla.

## Historia
Parafia w Jasionce została założona i uposażona w 1386 roku przez bpa Eryka z Winsen. Kolejny drewniany kościół zbudowany na przełomie XV/XVI w. z fundacji miejscowych osadników Jana Króla i Mariana Kocura, został poświęcony pw. Wniebowzięcia Najświętszej Maryi Panny przez bpa Macieja Drzewickiego.  
W 1756 roku został zbudowany obecny murowany kościół, z fundacji ekonoma z Cergowej, a w 1791 roku konsekrowany. W 1864 roku polichromię wykonał artysta Ignacy Sroczyński. W latach 1907 i 1952 kościół został restaurowany.
Na terenie parafii jest 1218 wiernych.
Proboszczowie parafii:
1853–1885. ks. Andrzej Stelmachniewicz.
1885–1912. ks. Zachariasz Tyburski.
1912–1944. ks. Jakub Fuk.
?–1958. ks. Karol Bugielski.
1958–?. ks. Józef Wiktor Wilk.
1960–?. ks. Józef Duda.
1974–?. ks. Tadeusz Posobiec.
1998–2015. ks. Zbigniew Kaszuba.
2015–?. ks. Piotr Wojnar.
2020–?. ks. Ryszard Pelc.
nadal ks. Władysław Hajduk.